# Andrzej Sopoćko
Andrzej Sopoćko (ur. 2 stycznia 1948 w Łodzi) – polski ekonomista i nauczyciel akademicki, profesor nauk ekonomicznych, specjalista w zakresie bankowości i finansów, w latach 1995–1997 prezes Urzędu Ochrony Konkurencji i Konsumentów, w 2003 wiceminister finansów.

## Życiorys
Absolwent VI Liceum Ogólnokształcącego im. Tadeusza Reytana w Warszawie (1966). W 1971 ukończył Szkołę Główną Planowania i Statystyki w Warszawie, uzyskał następnie stopień doktora, habilitował się w 1979. Tytuł profesora nauk ekonomicznych otrzymał w 1994.
W latach 1973–1977 był docentem w Instytucie Handlu Wewnętrznego i Usług. Od 1978 zatrudniony na Wydziale Zarządzania Uniwersytetu Warszawskiego. Na UW doszedł do stanowiska profesora zwyczajnego w Katedrze Systemów Finansowych Gospodarki. Był również pracownikiem naukowym Instytutu Nauk Ekonomicznych Polskiej Akademii Nauk (na stanowisku profesora nadzwyczajnego) oraz Wyższej Szkoły Przedsiębiorczości i Zarządzania im. Leona Koźmińskiego.
W latach 80. wchodził w skład rady krajowej PRON. W latach 1995–1997 był prezesem Urzędu Antymonopolowego, przekształconego w trakcie jego urzędowania w Urząd Ochrony Konkurencji i Konsumentów. Od 1998 był doradcą prezesa zarządu Powszechnego Banku Kredytowego. W 2003 pełnił funkcję podsekretarza stanu w Ministerstwie Finansów, następnie do 2005 zajmował stanowisko wiceprezesa Giełdy Papierów Wartościowych w Warszawie.

## Publikacje
- Kierunki przemian konsumpcji w Niemieckiej Republice Demokratycznej w latach 1960–1973, IHWiU, Warszawa 1976.
- Ekonomiczne mierniki działalności przedsiębiorstw przemysłowych i handlowych, IHWiU, Warszawa 1977.
- Sterowanie modernizacją dóbr konsumpcyjnych w gospodarce socjalistycznej, IHWiU, Warszawa 1978.
- Regulatory rynku artykułów konsumpcyjnych, Państwowe Wydawnictwa Ekonomiczne, Warszawa 1979.
- Zjawiska monopolistyczne w gospodarce polskiej, Wydział Pracy Posłów i Radnych Wydział Inicjatyw Społecznych i Ekonomicznych Stowarzyszenia PAX, Warszawa 1985.
- Giełda Papierów Wartościowych, Państwowe Wydawnictwa Ekonomiczne, Warszawa 1991.
- Polityka pieniężna w procesie transformacji w krajach posocjalistycznych. Polityka bez alternatywy?, Friedrich-Ebert-Stiftung, Warszawa 1993.
- Pochodne: droga do fortuny, Mediabank, Warszawa 1999.
- Rynkowe instrumenty finansowe, Wydawnictwo Naukowe PWN, Warszawa 2005.
- Polska w strefie euro? Nowe perspektywy wzrostu, Wydawnictwo Naukowe Wydziału Zarządzania Uniwersytetu Warszawskiego, Warszawa 2008.
- Mit pieniądza. Świat realny wobec iluzji polityki pieniężnej, Wydawnictwo Naukowe PWN, Warszawa 2015.
- Zaskakujący kapitalizm. Miraże ekonomii XXI wieku, Polskie Wydawnictwo Ekonomiczne, Warszawa 2019.